# Mike Akhigbe
Mike Akhigbe é um ex vice-almirante da Marinha nigeriana. Ele serviu como vice-presidente da Nigéria, durante o governo militar de Abdulsalami Abubakar.